# Nada Surf
Nada Surf – amerykański zespół grający rocka alternatywnego. Został założony w 1992 w Nowym Jorku.
Zespół nagrał m.in. covery piosenek All You Need Is Love The Beatles i Where Is My Mind? Pixies. Ich utwór If You Leave znalazł się na składance Music from the OC: Mix 2 jako jeden z wykorzystanych utworów w serialu Życie na fali. Utwór Blankest Year został wykorzystany w kampanii reklamowej IV generacji samochodu Suzuki Swift.

## Skład
- Matthew Caws – gitara, wokal
- Ira Elliot – perkusja, chórki
- Daniel Lorca – gitara basowa, chórki
- Doug Gillard – gitara prowadząca

## Dyskografia
- Karmic (EP, 1996)
- High/Low (1996)
- The Proximity Effect (1998)
- North 6th Street (1999)
- Let Go (2003)
- Live In Brussels (2004)
- The Weight Is a Gift (2005)
- Lucky (2008)
- If I Had a Hi-Fi (2010)
- The Stars Are Indifferent To Astronomy (2012)
- B-Sides (2014)
- You Know Who You Are (2016)